# Plectrocarpa tetracantha
Plectrocarpa tetracantha là một loài thực vật có hoa trong họ Zygophyllaceae. Loài này được Gillies ex Hook. & Arn. miêu tả khoa học đầu tiên năm 1832.